# アルベルト・フォン・シュレースヴィヒ＝ホルシュタイン＝ゾンダーブルク＝アウグステンブルク
アルベルト・フォン・シュレースヴィヒ＝ホルシュタイン＝ゾンダーブルク＝アウグステンブルク（ドイツ語: Albert von Schleswig-Holstein-Sonderburg-Augustenburg, 1869年2月26日 - 1931年4月27日）は、シュレースヴィヒ＝ホルシュタイン＝ゾンダーブルク＝アウグステンブルク家の家長で、名目上のシュレースヴィヒ＝ホルシュタイン公（1921年 - 1931年）。

## 生涯
イギリスのヴィクトリア女王の三女ヘレナと、その夫のアウグステンブルク公子クリスティアンの次男として生まれた。英語名はアルバート・ジョン・チャールズ・フレデリック・アーサー・ジョージ・オブ・シュレスウィグ＝ホルスタイン（Albert John Charles Frederick Arthur George of Schleswig-Holstein）。母方の従兄はドイツ皇帝ヴィルヘルム2世であり、そして父方の従姉はドイツ皇后アウグステ・ヴィクトリアであった。
幼少期はロンドンにあるイギリス王室所有のカンバーランド・ロッジ（Cumberland Lodge）で育った。兄のクリスティアン・ヴィクターと同様、軍人となるよう育てられたが、兄がイギリス軍に入隊した一方、自身はプロイセン軍に出仕し、近衛軍第3槍騎兵連隊所属の陸軍中佐にまで昇進した。第1次世界大戦の際には、従兄のヴィルヘルム2世からベルリン軍管区の司令官の参謀として働くよう命じられた。両親と二人の妹たちはイギリスにおり、1917年にドイツ系の家名を捨てている。
1921年、アルベルトは従兄のエルンスト・ギュンターからアウグステンブルク家家長、および名目上のシュレースヴィヒ＝ホルシュタイン公爵の座を相続した。アウグステンブルク家は1863年よりオルデンブルク家の嫡系となっており、オルデンブルク家の分家にはデンマーク、ギリシャ、ノルウェー王家だったグリュックスブルク家、そしてロシア皇帝家だったホルシュタイン＝ゴットルプ（＝ロマノフ）家があった。
1931年にアルベルトが死ぬと、アウグステンブルク家は断絶した。オルデンブルク家家長の地位はグリュックスブルク家の家長フリードリヒ・フェルディナントに引き継がれた。フリードリヒ・フェルディナントは先代エルンスト・ギュンターの姉カロリーネ・マティルデの夫でもあった。アルベルトは生涯独身だったが、ヴァレリー・マリー（1900年 - 1953年）という庶出の娘がいた。